# هيسانوري تاكادا
هيسانوري تاكادا (باليابانية: 高田寿典؛ بالكانا: タカダ ヒサノリ) هو لاعب كرة قدم ياباني، ولد في 30 مايو 1981 في كيوتو في اليابان. لعب مع درودا يونايتد ونادي تشستر سيتي ونادي سيتيزن.

## وصلات خارجية
- هيسانوري تاكادا على موقع قاعدة بيانات كرة القدم.إي يو (الإنجليزية)
- هيسانوري تاكادا على موقع Soccerway.com (الإنجليزية)